# Leo A. Lensing
Leo Alois Lensing (geboren 28. September 1948 in Lake Providence) ist ein US-amerikanischer Literaturwissenschaftler, Germanist und Filmhistoriker. Er ist emeritierter Professor für Deutsche Literatur und Filmwissenschaft der Wesleyan University (Connecticut). Seine Forschungsschwerpunkte liegen auf Karl Kraus und der Wiener Moderne, Wilhelm Raabe und deutschem Film. Er schreibt regelmäßig auf Deutsch und Englisch über Literatur, Kunst und Film für die Frankfurter Allgemeine Zeitung, Süddeutsche Zeitung und The Times Literary Supplement.

## Akademischer Werdegang
Lensing erwarb sich 1970 den Bachelor für Moderne und klassische Sprache an der University of Notre Dame. 1967–1968 studierte er an der Universität Innsbruck. Er wechselte an die Cornell University, wo er 1974 das Master-Studium und 1976 das Doktorat (Ph.D.) für deutsche Literatur mit einer Arbeit über Wilhelm Raabe abschloss. 1971–1972 war er Tutor bei Professor Eric A. Blackall. 1972–1973 studierte er an der Universität Heidelberg. Seit 1976 unterrichtet er Deutsche Sprache und Literatur an der Wesleyan University. Von 1987 bis 2015 hatte er die Professur für deutsche Sprache und Literatur sowie Filmwissenschaft, von 2015 bis zu seiner Emeritierung 2020 jene für Filmwissenschaft inne.
Im Jahr 2001 war er Gastprofessor an der Yale University.

## Privatleben
Er ist mit Carolyn J. Sharp, Professorin für Homiletik an der Yale Divinity School, verheiratet und Vater zweier erwachsener Kinder.

## Werke (Auswahl)

### Monografien
- „Subiaco’s Unofficial Poet Laureate“ – A Memoir of Frank Stanford in High School. Buffalo: Foundlings Press, 2023.
- Brief über den Vater. Ein Brief des jungen Karl Kraus an seinen Bruder Richard faksimiliert und erläutert. Warmbronn: Verlag Ulrich Keicher, 2005. (= Bibliothek Janowitz, Bd. 5).
- (zusammen mit Andrew Barker): Peter Altenberg – Rezept die Welt zu sehen. Kritische Essays, Briefe an Karl Kraus, Dokumente zur Rezeption, Titelregister der Bücher. Wien: Wilhelm Braumüller, 1995.
- Narrative Structure and the Reader in Wilhelm Raabe's „Im alten Eisen“ : German Studies in America. Bd. 25. Bern, Frankfurt am Main, Las Vegas: Lang, 1977.

### Editionen
- Arthur Schnitzler. Träume. Das Traumtagebuch 1875–1931. Hg. mit Peter Michael Braunwarth (= Bibliothek Janowitz, Bd. 20). Göttingen: Wallstein Verlag, 2012, ISBN 978-3-8353-1029-2.
- Peter Altenberg. Die Selbsterfindung eines Dichters. Briefe und Dokumente 1892–1896. (= Bibliothek Janowitz, Bd. 17). Göttingen: Wallstein, 2009, ISBN 978-3-8353-0552-6.
- Karl Kraus als Vorleser. Faksimiledruck-Edition einer Schrift, die Karl Kraus nie ausgegeben hat. Mit einem Nachwort „Geschriebene Schauspielkunst“. Warmbronn: Verlag Ulrich Keicher, 2007. (= Bibliothek Janowitz, Bd. 13).
- Rainer Werner Fassbinder. The Anarchy of the Imagination. Essays, Interviews, Notes. Hg. mit Michael Töteberg. Übersetzung Krishna Winston. Baltimore: Johns Hopkins Press, 1992.
- Wilhelm Raabe. Studien zu seinem Leben und Werk. Hg. mit Hans-Werner Peter. Braunschweig: pp-Verlag, 1981.

### Aufsätze
- Aus seinen Flegeljahren. Als er mit seinen frühen journalistischen Ambitionen abrechnete, gestand er doch nicht alles. Das Verzeichnis der Texte, die Karl Kraus vor Gründung der ›Fackel‹ schrieb, wächst weiter. Frankfurter Allgemeine Zeitung (= FAZ), 27. April 2024. S. Z5.
- ›Eine interessante, tiefe Frau‹ und ›ein völlig unbedeutender junger Professor.‹ Unveröffentlichte Korrespondenz zwischen Ingeborg Bachmann und Henry Kissinger. Ein Archivbericht. In: andererseits. Yearbook of Transatlantic German Studies. Bd. 9/10, 2019–20. Transcript Verlag, 2022, S. 85–104.
- Ich-Ansichten in Wien um 1900: Autorenfoto-Experimente im Zeitalter der Postkarte bei Arthur Schnitzler, Hugo von Hofmannsthal und Karl Kraus. In: Fotogeschichte. Heft 153. 2019. Jg. 39. 17–28.
- Es ›klimtelt‹ in der Akademie. Richard Gerstl stellt aus. In: räume zwischen töne. Wiener Moderne – Gegenwartskunst – Sammlungspraxis. Festschrift für Patrick Werkner. Hg. Bernadette Reinhold and Eva Kernbauer. Wien: de Gruyter/edition angewandte, 2018. 114–119.
- Kraus the Mouse? Kafka’s Late Reading of Die Fackel and the Vagaries of Literary History. In: Nexus 3. Essays in German Jewish Studies. Ed. William Collins Donahue and Martha B. Helfer. S. C.: Camden House, 2017, S. 71–95.
- Lehrjahre eines Großmeisters. Der frühe Fritz Lang scheute in seinen Bildern und Zeichnungen auch grell-sinnliche Motive nicht. Aber auch seine Verehrung für Karl Kraus hinterließ Spuren in den späteren Filmen. In: Frankfurter Allgemeine Zeitung, 29. Juni 2016, Nr. 149, S. N3.
- Karl Kraus at War. ‘I did not want this’: The uses and abuses of The Last Days of Mankind. Commentary. In: The Times Literary Supplement, Nr. 5832. 9. Januar 2015, S. 12–13.
- Rainer ‘Maria’ Fassbinder: Cinema between Literature and Life. In Brigitte Peucker (Hg.): A Companion to Rainer Werner Fassbinder. London: Blackwell’s, 2012, S. 53–66.
- The Neue Freie Presse Neurosis. Freud, Karl Kraus, and the Newspaper as Daily Devotional. In: The Jewish World of Sigmund Freud. Essays on Cultural Roots and the Problem of Religious Identity. Hg. Arnold Richards. Jefferson, North Carolina: McFarland Press, 2010, S. 51–65.
- Elektra ›antik u[nd] modern‹. Zu einem Abend der Mittwoch-Gesellschaft im Jahre 1905 (Mit einer unveröffentlichten Postkarte Freuds an Paul Federn). In: Luzifer – Amor. Zeitschrift zur Geschichte der Psychoanalyse, Bd. 19, Nr. 38, 2006,  S. 46–75.
- Die letzten Tage der Menschheit. Vorbilder zu Abu Ghraib. In: Frankfurter Allgemeine Zeitung, 8. Juni 2004, S. 44.
- ›Photographischer Alpdruck‹ oder politische Fotomontage? Karl Kraus, Kurt Tucholsky und die satirischen Möglichkeiten der Fotografie. Revised, expanded version. In: Fotogeschichte, Jg. 14, Nr. 52, 1994, S. 41–57.
- Naturalismus, Sexualität und Religion: Zur Frage der Auseinandersetzung mit Zola in Wilhelm Raabes Unruhige Gäste. In:   Jahrbuch der Raabe-Gesellschaft 1988, S. 145–67.